# Psychology of Women Quarterly
Psychology of Women Quarterly est une revue scientifique américaine trimestrielle évaluée par les pairs dans le champ de la psychologie et des études sur les femmes, elle est éditée par la Society for the Psychology of Women, division 35 de l'American Psychological Association.

## Histoire
La revue est créée en 1976. Elle propose aussi bien des articles rendant compte de recherches empiriques que de recherches théoriques. Elle rend compte également des publications d'ouvrages scientifiques en lien avec les études sur les femmes et de psychologie en lien avec les femmes. Elle s'intéresse notamment aux questions liées au sexisme, aux stéréotypes et aux discriminations liés au genre, aux notions liées au corps, aux questions de genre mises en perspective avec d'autres paramètres, tels que l'âge, la classe sociale, ou l'origine culturelle.
La revue est éditée par la Society for the Psychology of Women et publiée par la maison d'édition Sage Publications. Marie Brabeck, professeure de psychologie développementale à l'université de New York, en est la rédactrice en chef en 2017. 

## Diffusion
La revue est indexée par Scopus et SSCI. Selon Journal Citation Reports, elle avait en 2016 un facteur d'impact de 2.432, se classant 2e sur 40 revues dans la catégorie « Études féminines » et 30e sur 129 revues dans la catégorie psychologie. Cette revue est membre du Comité de publication éthique[Quoi ?].